# クロモンサカタザメ
クロモンサカタザメ（Aptychotrema timorensis）は、クロモンサカタザメ属のエイの一種。オーストラリア北部に分布する。種小名はタイプ産地のティモール海に由来する。

## 分布と生息地
西オーストラリア州のフートマン・アブロラス諸島から、ノーザンテリトリーのバサースト島北のティモール海、アラフラ海まで分布する。水深66 - 200 m、通常150 m以深の沿岸から大陸棚に生息する底魚。

## 形態
全長は最大58.2 cm。体盤は薄く比較的大きく、幅広の楔形で、吻は細く尖る。背鰭は短く、先は角ばる。尾鰭は短く、腹鰭は大きい。口は小さく、アーチ状。尾は体より少し長い。
皮膚には一様に皮歯がある。目の前に2本、噴水孔の近くに3 - 4本、体盤の正中線上に約27個の棘がある。吻に2本の棘があることがある。
背面には暗色の斑点があり、小さな白い点が散らばる。腹面は一様に白色。